# Zakochana na zabój
Zakochana na zabój (Camille) – brytyjsko-amerykański film z pogranicza fantasy i komedii romantycznej.

## Fabuła
Silas Parker, drobny złodziej, poślubia ślepo w nim zakochaną Camillę Foster, córkę oficera policji. Wraz z żoną udaje się w podróż poślubną nad wodospad Niagara. Camille liczy na to, że mąż w czasie podróży bardziej ją pokocha i zmieni się na lepsze. Z kolei Silas, planuje wykorzystać podróż, by uciec do Kanady. Podczas podróży motocyklem, dochodzi do wypadku. Z początku wydaje się, że oboje wyszli z niego bez szwanku. Jednak po pewnym czasie, Parker odkrywa, że jego żona nie ma pulsu i choć wygląda na żywą, w rzeczywistości jest martwa. Odkrycie to sprawia, że zmienia się jego stosunek do niej.

## Obsada
- James Franco – Silas Parker
- Sienna Miller – Camille Foster
- David Carradine – kowboj Bob
- Scott Glenn – szeryf Foster
- Ed Lauter – szeryf Steiner
- Mark Wilson – zastępca szeryfa